# رمبو: اولین خون قسمت دوم
رمبو: اوّلین خون قسمت دوم (به انگلیسی: Rambo: First Blood Part ۲) که بیشتر به عنوان رامبو ۲ نیز شناخته می‌شود، فیلمی اکشن آمریکایی محصول سال ۱۹۸۵ و به کارگردانی جرج پی کوزماتوس و با بازی سیلوستر استالونه در نقش جان رمبو است که در گیشه بیش از سیصد میلیون و چهارصد هزار دلار فروش کرد. فیلمنامهٔ این اثر کار مشترک سیلوستر استالونه و جیمز کامرون است. این فیلم دومین قسمت از مجموعه فیلم‌های رمبو است و دنباله‌ای بر فیلم اولین خون محسوب می‌شود.

## خلاصهٔ داستان
رمبو به جنگل‌های ویتنام بازمی‌گردد تا به مأموریتی با هدف نجات سربازان آمریکایی که هنوز در آنجا در اسارت هستند، برود. او با زنی آشنا می‌شود که به او در انجام مأموریتش کمک می‌کند. آنان به پایگاه دشمن نفوذ می‌کنند و…

## مشروح داستان
سه سال پس از ماجراهای شهر هوپ در واشینگتن، جان رمبو، سرباز پیشین نیروهای ویژه ارتش آمریکا (کلاه‌سبزها)، دوران محکومیتش را در اردوگاهی با کار اجباری می‌گذراند. در همین‌جا، سرهنگ سام تروتمن، فرماندهٔ دوران جنگ ویتنامش، به دیدنش می‌آید. تروتمن به او می‌گوید که فشار افکار عمومی روی دولت آمریکا بالا گرفته، چراکه گزارش‌هایی مبنی بر نگه‌داری اسیران جنگی در ویتنام منتشر شده است. دولت برای آرام کردن مردم، مأموریتی محرمانه را برای نفوذ به منطقه و بررسی صحت این گزارش‌ها تأیید کرده و نام رمبو را به‌دلیل آشنایی‌اش با اردوگاه‌های اسرا پیشنهاد داده‌اند. رمبو با این شرط که در صورت موفقیت، عفو ریاست‌جمهوری دریافت کند، مأموریت را می‌پذیرد.
در تایلند، رمبو همراه با تروتمن با خلبان هلیکوپتر اریکسون، همکارش لایفر، و مأمور دولتی مارشال مرداک دیدار می‌کند؛ مرداک مسئول نظارت بر عملیات است. رمبو مأمور می‌شود فقط از اردوگاه مورد نظر عکس بگیرد، بدون درگیری یا تلاش برای نجات اسرا. در میان تمام عوامل، تنها کسی که رمبو به او اعتماد دارد، تروتمن است.
هنگام پرش هوایی، چتر نجات رمبو به مانعی گیر می‌کند. او ناچار می‌شود خودش را رها کرده و بیشتر تجهیزاتش را از دست بدهد؛ تنها با چند چاقو و یک کمان باقی می‌ماند. تماس محلی‌اش، مأمور اطلاعاتی ویتنامی به‌نام «کو باو»، هماهنگ می‌کند که چند دزد دریایی محلی آن‌ها را با قایق در امتداد رودخانه بالا ببرند. رمبو به اردوگاه ویتنامی به فرماندهی کاپیتان وینه و ستوان تای می‌رسد و با دیدن اسیران، صحت گزارش‌ها را تأیید می‌کند. او برخلاف دستور، یکی از اسرا به‌نام بنکس را آزاد می‌کند.
رمبو، کو و بنکس تلاش می‌کنند عقب‌نشینی کنند، اما دزدان دریایی به آن‌ها خیانت می‌کنند و هم‌زمان یک قایق جنگی ویتنامی نزدیک می‌شود. رمبو با شلیک آر.پی.جی دزدان را می‌کشد و قایق را از کار می‌اندازد. پیش از رسیدن به محل تخلیه، رمبو و بنکس از کو جدا می‌شوند. هنگام گلوله‌باران خمپاره‌ای، آن‌ها توسط تروتمن که همراه اریکسون و لایفر در هلیکوپتر است دیده می‌شوند. تروتمن به پایگاه اطلاع می‌دهد، اما مرداک به اریکسون دستور می‌دهد عملیات نجات را لغو کند. لایفر مانع دخالت تروتمن می‌شود و خدمه رمبو و بنکس را رها می‌کنند. این دو دستگیر می‌شوند. تروتمن که خشمگین به پایگاه بازمی‌گردد، با مرداک روبه‌رو می‌شود. مرداک اعتراف می‌کند که کل عملیات ساختگی بوده؛ چرا که اثبات وجود اسرا دولت آمریکا را وادار به صرف منابع یا حتی شروع جنگی دیگر می‌کرد.
در اردوگاه اسرا، رمبو متوجه می‌شود که نظامیان شوروی نیز در ماجرا دخیل‌اند. سرهنگ پودوفسکی و گروهبان یوشین از ارتش شوروی، رمبو را شکنجه می‌کنند و از او می‌خواهند پیامی به مرداک بفرستد تا هشدار دهد کسی برای نجات دیگر اسرا اقدام نکند. رمبو امتناع می‌کند و با شوک الکتریکی شکنجه می‌شود. زمانی که جان بنکس به خطر می‌افتد، تسلیم می‌شود، اما با استفاده از فرکانسی محرمانه با پایگاه تماس می‌گیرد، مرداک را تهدید می‌کند و سپس با غلبه بر نگهبانان، فرار می‌کند. در این مسیر، کو که مخفیانه وارد اردوگاه شده بود، به کمک رمبو می‌آید.
آن دو با هم فرار می‌کنند و رمبو به کو قول می‌دهد او را به آمریکا ببرد، اما کمی بعد، ستوان تای کو را به ضرب گلوله می‌کشد. رمبو با اندوه او را دفن می‌کند، نوار سرخی از لباسش می‌برد و گردنبندش را به گردن می‌اندازد.
رمبو جنگ چریکی را آغاز می‌کند؛ سربازان شوروی و ویتنامی را یکی‌یکی با تاکتیک‌های چریکی و سلاح‌های متنوع می‌کشد و ستوان تای را با تیر کمان انفجاری از پا درمی‌آورد. یوشین با بالگرد به رمبو حمله می‌کند، اما رمبو سوار بالگرد می‌شود، یوشین را به پایین پرتاب می‌کند و کنترل بالگرد را به دست می‌گیرد. او به اردوگاه حمله کرده و بنکس و دیگر اسرا را آزاد می‌کند.
همگی سوار بالگرد می‌شوند، ولی پودوفسکی با بالگرد تهاجمی می-۲۴ آن‌ها را تعقیب می‌کند. رمبو وانمود به سقوط می‌کند تا او را فریب دهد، سپس با پرتاب راکت، بالگرد دشمن را نابود می‌کند و پودوفسکی را می‌کشد.
با بازگشت به پایگاه، رمبو به‌خاطر خیانت، مشت محکمی به صورت اریکسون می‌زند و تجهیزات اتاق فرماندهی را نابود می‌کند. او مرداک را تهدید کرده و خواستار نجات باقی اسرا می‌شود. تروتمن تلاش می‌کند رمبو را به زندگی آرام بازگرداند، اما رمبو می‌گوید تنها خواسته‌اش این است که کشورش با سربازانش همان‌طور رفتار کند که سربازان با کشورشان می‌کنند. در پایان، وقتی تروتمن از او می‌پرسد که چگونه خواهد زیست، رمبو می‌گوید: «روز به روز»، و از آن‌جا دور می‌شود.